# رباب عيد
رباب عيد (مواليد 10 أغسطس 1990) هي مصارِعة رومانية مصرية، مثّلت مصر في دورة لندن 2012.

## المشاركة الأولمبية

### لندن 2012
رباب هي ثاني مصرية تشارك في منافسات المصارعة الرومانية في الأولمبياد بعد مشاركة حياة فرج في دورة 2008. وكانت رباب قد تأهلت لمنافسات المصارعة الرومانية الحرة فئة 55 كجم في الأولمبياد بعد أن حلّت ثانية في بطولة أفريقيا وأوقيانوسيا التأهيلية، خلف اللاعبة التونسية مروة عمري. وفي الأولمبياد، خرجت على يد اللاعبة الأوكرانية تيتيانا لازاريفا في دور الـ16.
| الرياضيّة | الحدث   | التصفيات      | دور الـ16                      | ربع النهائي   | نصف النهائي   | إعادة التأهيل 1 | إعادة التأهيل 2 | النهائي / م ب | النهائي / م ب |
| الرياضيّة | الحدث   | الخصم النتيجة | الخصم النتيجة                  | الخصم النتيجة | الخصم النتيجة | الخصم النتيجة   | الخصم النتيجة   | الخصم النتيجة | الترتيب       |
| -------- | ------- | ------------- | ------------------------------ | ------------- | ------------- | --------------- | --------------- | ------------- | ------------- |
| رباب عيد | −55 كجم | تلقائي        | لازاريفا (أوكرانيا) · خ 0–5 VT | لم تتأهل      | لم تتأهل      | لم تتأهل        | لم تتأهل        | لم تتأهل      | 16            |

## روابط خارجية
- رباب عيد على موقع أوليمبيديا (الإنجليزية)